# Energia nucleare in India
Nel 2011 l'energia nucleare in India ha generato il 3,7% dell'energia elettrica prodotta in totale nel Paese.
A settembre 2010, sono presenti in questa nazione 6 centrali elettronucleari in funzione che dispongono complessivamente di 19 reattori operativi e uno in costruzione.
Si stanno inoltre edificando due nuove centrali elettronucleari dotate di un totale di 3 reattori.
Non vi sono centrali elettronucleari chiuse.
Il nucleare indiano è gestito dalla NPCIL, una società di proprietà del governo indiano, e l'unica attualmente autorizzata ad operare nell'ambito nucleare indiano.

## Storia
La Atomic Energy Commission è l'organo politico responsabile del comparto nucleare, mentre la NPCIL è responsabile della progettazione, costruzione, funzionamento di nuovi impianti nucleari per la generazione elettrica. Tutti i reattori dell'india sono sotto il controllo dell'IAEA per evitare rischi di proliferazione nucleare tramite l'utilizzo di uranio da importazione.
La produzione di energia elettrica in India è soprattutto basata sul carbone, con quasi il 70% della produzione in rapida crescita, si prevede che triplicato nel 2020. Lo sviluppo dell'energia nucleare in India è stato improntato per l'indipendenza e l'autosufficienza, soprattutto a causa dell'esclusione della nazione dagli accordi internazionali di sviluppo dell'energia nucleare dovuto alla non ratifica del trattato di non proliferazione del 1970.
L'uso dell'energia nucleare ha avuto un grande e lungo sviluppo in India, questo ha però dovuto fronteggiare una scarsità di tecnologie da usare a causa dell'embargo di tecnologie nucleari e per la scarsità di combustibile (vedi dopo, la nazione possiede scarse quantità di uranio rapportate al proprio futuro fabbisogno ed all'attuale tecnologia), questo ha portato la nazione ad avere il fattore di carico fra i più bassi al mondo essendo anche inferiore al 50%. Presso Trombay, vicino a Mumbai, è stato costruito dal 1957 il Bhabha Atomic Research Centre, che è l'istituto nazionale per l'energia atomica. Qui furono discussi nel 1964 i piani per la costruzione del primo reattore ad acqua pesante del paese, il reattore 1 di Rajasthan, costruito in collaborazione fra la Atomic Energy of Canada Ltd e la NPCIL basandosi sul reattore di Douglas Point; tutto lo sviluppo del nucleare di tipologia PHWR si è basato su questo reattore.
I due reattori BWR di Tarapur furono costruiti dalla General Electric tramite un contratto "chiavi in mano", questa è stata la ragione per cui sono stati completati essendo la costruzione in concomitanza con gli eventi del trattato di non proliferazione. I reattori sono stati portati a 150 MW dai 210 MW iniziali a causa di problemi nella costruzione dei reattori; sono stati alimentati con combustibile nucleare controllato sotto l'egida dell'IAEA. Durante il periodo 2004-2006 ci sono stati dei problemi di approvvigionamento dalla Russia, problemi poi definitivamente rientrati con la firma di nuovi contratti nel 2008
I primi due reattori di Rajasthan utilizzano unicamente uranio importato, il reattore 1 è in fermata dal 2002 a causa di ricorrenti problemi ai sistemi, il governo sta quindi decidendo il futuro di questo reattore. Il reattore 2 ha subito grandi opere di refurbishment nel 2009 e funziona con combustibile importato. Similmente, reattori 1 e 2 di Kalpakkam hanno avuto opere di ammodernamento fra il 2002 ed il 2005, riportando la loro capacità produttiva a 202 MW e portando la vita operativa al 2033 ed al 2036. I reattori 3 e 4 dell'impianto di Tarapur da 490 MW ognuno sono una evoluzione dei precedenti reattori da 202 MW, il passo successivo sono i reattori da 640 MW negli impianti di Kakrapar e Rajasthan. La compagnia russa Atomstroyexport sta costruendo il primo impianto di grande potenza del paese, l'impianto di Kudankulam, che è composto al momento da due reattori VVER1000 di modello V-392; questo impianto è in costruzione da parte della NPCIL e sotto controllo IAEA. Questo impianto, a differenza di tutti quelli costruiti all'estero dalla russia, ha pochissimi tecnici russi che lavorano all'impianto, lavorano infatti solo una ottantina di supervisori e tecnici. La russia fornirà tutto il combustibile mentre l'india riprocesserà il combustibile per estrarre il plutonio per riutilizzarlo come combustibile MOX. I piani per l'inizio della produzione commerciale dell'impianto erano per il 2008, a causa di problemi tecnici riguardanti la documentazione dei reattori e le strumentazioni i lavori di costruzione si sono allungati ed ora si prevede l'inizio della produzione commerciale per l'inizio del 2011. Al sito è associato un impianto di desalinizzazione della capacità di 426m3/h
Il reattori 3 di Kaiga è stato connesso alla rete nel 2007, il reattore 4 sarebbe dovuto entrare in funzione dopo alcuni mesi, a causa della scarsità di uranio nazionale ha avuto un lungo periodo di attesa prima di entrare in produzione. I reattori 5 e 6 di Rajasthan, utilizzando uranio importato dalla Russia, sono potuti entrare in produzione appena completati. La situazione di scarsità di carburante è prevista persistere ancora per alcuni anni se falliranno gli accordi internazionali per la vendita di combustibile.
Un prototipo di reattore a neutroni veloci FBR è in costruzione presso l'impianto di Kalpakkam dalla Bharatiya Nabhikiya Vidyut Nigam Ltd (Bhavini). È programmato entrare in funzione a fine del 2010 e produrre commercialmente elettricità nel 2011, anche se questa finestra temporale può essere spostata di circa un anno. Sono previsti 4 ulteriori reattori per diminuire i costi di sviluppo dei reattori. Questi reattori sono una delle parti fondamentali per il futuro sviluppo del nucleare indiano, producendo più combustibile di quanto consumano riusciranno a sopperire al fabbisogno di combustibile di altri reattori senza dover ricorrere ad importazioni o all'estrazione da miniera.

### Embargo dell'industria nucleare civile
A causa dell'uso del nucleare civile per la fabbricazione di armamento nucleare e la mancata firma del Trattato di non proliferazione nucleare, è stato deciso un embargo per tutto il comparto del commercio di tecnologie nucleari e di combustibile nucleare. L'India ha potuto importare carburante solamente per alcuni reattori, in quanto sotto sorveglianza IAEA.

## Programma nucleare futuro
Il futuro programma nucleare indiano è uno dei maggiori al mondo assieme a quello cinese, i piani sono di aumentare il contributo dell'energia nucleare per il suo mix energetico: avere almeno 21.000 MW in funzione nel 2020; 63.000 MW nel 2032 per poi arrivare a generare il 25% dell'elettricità nel 2050, con un possibile aumento fino al 50%, che corrisponderebbe a 6-700 GW di potenza installata. Il programma di sviluppo è incentrato soprattutto sullo sviluppo di reattori indigeni ed all'autosufficienza nel ciclo del combustibile, il programma nucleare futuro si delinea in tre fasi:
1. Utilizzo di reattori PHWR per produrre Plutonio come combustibile nucleare nei FBR
2. Utilizzo di reattori FBR per produrre nuovo combustibile
3. Utilizzo di un ciclo al torio integrato in reattori AHWR per l'indipendenza di rifornimenti[5]

Lo sviluppo del programma è basato sia sullo sviluppo dell'industria nucleare indigena che sull'utilizzo di tecnologie straniere. La prima parte del programma è quella di utilizzare la seconda fase di potenziamento dei reattori PHWR di derivazione CANDU, i primi quattro reattori da 640 MW ognuno saranno costruiti negli impianti di Kakrapar e Rajasthan.
Dal 2008 sono stati siglati numerosi accordi di cooperazione, soprattutto con Russia e stati Uniti, poi anche con Francia, Regno Unito, Canada, Argentina, Kazakistan, Mongolia e Namibia. I reattori VVER russi sono un programma a parte rispetto al programma in tre stadi dello sviluppo del nucleare; i piani attuali prevedono la costruzione di 8 reattori totali presso il sito di Kudankulam ed altre in altri siti indiani. Questi sono previsti essere la base di partenza per la vendita di un largo numero di reattori nella nazione, con la possibilità di produrre buona parte degli equipaggiamenti direttamente in loco, diminuendo conseguentemente i costi di costruzione. Il piano di sviluppo del sito è previsto iniziare a metà 2011 con la costruzione del terzo reattore e gli altri a seguire. Gli incontri bilaterali di cooperazione del marzo 2010 hanno visto la conclusione di accordi per la costruzione di molti reattori VVER1000 e per il trasferimento della fabbricazione del combustibile nucleare in India. Questi segnano una delle prime aperture dell'india verso il mercato mondiale dopo che ne era stata esclusa per un trentennio a causa del suo programma nucleare militare.
Nel 2005 sono stati approvati 4 siti per 8 nuovi reattori, 4 sono reattori PHWR da 640 MW ognuno, una evoluzione degli originari reattori CANDU-derivati da 202 MW. Il sito di Jaitapur è stato scelto per la costruzione di 2 reattori EPR, espandibile fino a 6 reattori; gli ultimi 2 sono i suddetti VVER di Kudankulam. La NPCIL, visti i nuovi programmi di sviluppo nucleare, ha individuato varie locazioni per nuovi reattori, nei primi 5 siti che ospiteranno reattori di importazione sono previsti reattori che forniranno al 2032 40-45 GW di energia, i lavori in questi siti sono previsti iniziare nel 2012.
Molte società indiane sono interessate alla partecipazione a vari impianti nucleari nel paese. La Nalco è interessata alla costruzione di un reattore da 1000 MW ad Orissa nel Distretto di Ganjam. La compagnia petrolifera Indian Oil Corporation Ltd vuole partecipare nella costruzione di un reattore da 1000 MW, mentre la ONGC intende partecipare nei progetti di reattori PHWR da 700 MW. Le Indian Railways hanno siglato un protocollo di cooperazione per la costruzione di due reattori da 500 MW per il proprio fabbisogno elettrico. Nel settembre 2009 la Atomic Energy Commission ha annunciato che una nuova versione di reattori di tipologia PHWR, denominata AHWR è in sviluppo e designata specificamente per l'esportazione.
I piani di sviluppo con la russia sono per lo sviluppo di costruzione di numerosi reattori VVER presso i siti di Kudankulam entro il 2017 ed altri 4 presso Haripur dopo il 2017. Esiste la possibilità di un ulteriore aumento dei reattori da costruire dopo il 2017, come anche la costruzione di un impianto indiano per la fabbricazione del combustibile per i reattori russi. Nel febbraio 2009 la Areva ha firmato un accordo di cooperazione per la costruzione di reattori EPR nel paese, due iniziali ed una possibile espansione a 6 reattori totali; la ratifica del contratto è attesa per la fine del 2010. Nel marzo 2009 la GE-Hitachi ha firmato un accordo di cooperazione per la costruzione di un impianto composto da reattori ABWR, ad inizio 2010 il sito designato è stato quello di Chutka nel Madhya Pradesh. Nel maggio 2009 è stato firmato un accordo di cooperazione con la Westinghouse per la costruzione di reattori AP1000 usando componentistiche locali. Dopo 30 anni di chiusura delle relazioni internazionali di cooperazione fra Canada ed India, la AECL sta valutando di ricominciare una collaborazione in ambito nucleare per la fornitura di reattori PHWR, con discussioni preliminari per la fornitura di reattori di tipologia ACR1000. Nell'agosto 2009 sono poi stati firmati degli accordi di cooperazione con la KEPCO per iniziare degli studi per la fornitura di reattori APR1400. Tutti questi contratti sono segnalati con l'avere una fornitura a vita del combustibile per i reattori.

### Reattori a neutroni veloci
I piani a lungo termine della AEC considerano un programma di reattori a neutroni veloci di molto volte maggiore rispetto al programma PHWR. Usando reattori veloci per circa 400 GW, potrebbero fornire elettricità per circa 40 GW di potenza di reattori LWR, consentendo quindi una minore richiesta di combustibile per i reattori, consentendo minori importazioni di combustibile. Questa soluzione sarebbe una parte integrante del futuro programma nucleare indiano, utilizzando anche reattori al torio ad acqua pesante.
Nel 2002 l'autorità di controllo ha approvato la costruzione di un prototipo di reattore FBR da 500 MW presso il sito di Kalpakkam, questo è in costruzione da parte della BHAVINI. La prima ricarica di combustibile sarà composta da uranio impoverito e MOX derivanti dal riprocessamento del combustibile dei reattori PHWR. Il reattore può essere caricato sia con uranio per la produzione di plutonio 239 che con torio per la produzione di uranio 233, che sono combustibili per i reattori nucleari. Sono previsti altri 6 reattori, 4 in funzione entro il 2017 di cui due presso lo stesso sito di Kalpakkam
Uno sviluppo di questi reattori è quello di utilizzare il combustibile sotto forma metallica e non di ossido o carburo, così da consentire un più breve tempo di raddoppio del combustibile. Un ulteriore sviluppo è quello di utilizzare reattori da 1000 MW alimentati con combustibile metallico, il primo reattore di questa tipologia è previsto per il 2020

### L'uso del torio
I piani a lungo termine del programma nucleare indiano sono quelli di utilizzare reattori PHWR alimentati a torio. L'India possiede buona parte delle riserve mondiali di Torio mentre le riserve indigene di uranio sono scarse, a questo scopo è in corso un grande programma di sviluppo in questa direzione. Sono stati fatti numerosi esperimenti per l'utilizzo del torio in un ciclo del combustibile, un centro di riprocessamento del combustibile è in costruzione presso Kalpakkam.
La costruzione del primo reattore AHWR da 300 MW è previsto essere costruito dal 2012, anche se non è stato scelto alcun sito specifico. Il reattore è a tubi in pressione verticali, dentro i quali l'acqua leggera in pressione bolle, mentre la circolazione del liquido refrigerante è per convezione. Nell'aprile 2008 è stato commissionato un impianto per lo studio di questa tipologia di reattori presso il sito di BARC. Nel 2009 sono state annunciate alcune caratteristiche del reattore, userà torio come combustibile, saranno presenti sistemi di sicurezza passivi in grado di funzionare per tre giorni senza bisogno di intervento esterno, il disegno dell'impianto è previsto rendere inutile una distanza minima rispetto ad altre costruzioni, mentre la vita operativa dell'impianto è prevista essere di 100 anni. Altre caratteristiche sono la produzione della metà degli attinidi minori rispetto ai reattori LWR, le scorie del reattore sono in larga parte ancora utilizzabili come combustibile nucleare e la loro composizione isotopica le rende non sfruttabili per la proliferazione nucleare

## Ciclo del combustibile
Il Dipartimento dell'Energia Atomica possiede a Hyderabad un impianto di raffinazione e conversione del minerale uranifero, un impianto per la fabbricazione del combustibile per i reattori PHWR ed uno per il combustibile per i due BWR di Tarapur. La Heavy Water Board produce l'acqua pesante usata dai reattori. A Ratnahalli è presente un centro di arricchimento dell'uranio tramite centrifuga a gas, insufficiente anche per i reattori di Tarapur. È stato costruito principalmente per supplire al combustibile per i sottomarini nucleari e reattori di ricerca.
A Trombay presso il BARC ed a Tarapur è presente il centro di riprocessamento del combustibile dei reattori PHWR per il secondo step del programma nucleare indiano. Nel 2003 è stato commissionato a Kalpakkam un centro di riprocessamento che funzionerà tramite processo Purex, altri centri sono programmati vicino ai futuri reattori FBR. I negoziati con gli Stati Uniti per la costruzione di questi nuovi impianti sono iniziati nell'aprile 2010, questi saranno controllati dall'IAEA.

## I Reattori di ricerca dell'India
In India sono presenti numerosi reattori di ricerca presso il BARC: il reattore APSARA da 1 MW è in funzione dal 1956 ed è il primo reattore di ricerca in funzione in Asia, Cirus è un reattore da 40 MW in funzione dal 1960 (si prevede il suo spegnimento nel 2010) ed il reattore Dhruva da 100 MW del 1985 sono stati costruiti assieme agli impianti del ciclo del combustibile.
Nel 1988 è stato costruito al BARC un acceleratore da 500 keV per lo studio del ciclo del torio. Presso l'Indira Gandhi Centre for Atomic Research a Kalpakkam è presente dal 1985 un reattore FBR che è utilizzato per lo studio del combustibile al torio, questo è stato costruito a modello del reattore francese Rapsodie. Sono poi allo studio anche modelli di reattori a metallo liquido e reattori HTR per la produzione industriale di idrogeno.
Il Board of Radiation & Isotope Technology è un ente che si è separato dal BARC nel 1989, è responsabile della produzione di radioisotopi medici, i reattori APSARA, CIRUS e Dhruva, oltre che alcuni reattori di Rajasthan, per la produzione di cobalto 60.

## Gestione dei rifiuti e depositi geologici
L'India non possiede siti geologici nazionali, lo smaltimento dei rifiuti di ogni sito è compito di ogni impianto, al momento sono tutti situati nei rispettivi impianti. La ricerca di un deposito geologico definitivo è compito del BARC ed in corso di studio

## Produzione di uranio
L'India è un piccolo produttore di uranio, con circa 230t prodotte ogni anno; la sua produzione storica al 2006 è di 8.653t. Possiede risorse uranifere, pari a 72.900t a <130$/kg nel "Red Book" del 2007. Sono previste grandi campagne di ricerca di nuove risorse uranifere.
A causa della scarsa produzione indigena di uranio, i reattori non sottoposti a supervisione da parte dell'IAEA che utilizzano combustibile importato soffrono di carenze croniche di combustibile, questo fa sì che il fattore di carico sia nettamente il più basso fra tutti i paesi sfruttatori dell'energia nucleare, mediamente inferiore al 50% contro l'80% medio mondiale. L'estrazione ed il processamento del minerale uranifero è dato dall'Uranium Corporation of India Ltd, una sussidiaria del Dipartimento dell'Energia Atomica. Dal 2005 sono stati annunciati investimenti per 700milioni$ per l'apertura di ulteriori miniere nell'est e nel sud del paese.

### Importazioni di uranio
Nel dicembre 2008 Rosatom ed Areva hanno firmato dei contratti per la fornitura di combustibile nucleare, mentre i governi kazaki, brasiliani e sudafricani stanno preparando contratti. Ad agosto 2010 7 reattori per 1400 MW funzionavano con combustibile importato.

## Centrali elettronucleari
Tutti i dati della tabella sono aggiornati a giugno 2021
| Reattori operativi |                    |           |                    |                                    |                                   |                        |
| Centrale | Potenza netta (MW) | Tipologia | Inizio costruzione | Allacciamento alla rete            | Produzione commerciale            | Dismissione (prevista) |
| Kaiga (Reattore 1) | 202                | PHWR      | 1º settembre 1989  | 12 ottobre 2000                    | 16 novembre 2000                  |                        |
| Kaiga (Reattore 2) | 202                | PHWR      | 1º dicembre 1989   | 2 dicembre 1999                    | 16 marzo 2000                     |                        |
| Kaiga (Reattore 3) | 202                | PHWR      | 30 marzo 2002      | 11 aprile 2007                     | 6 maggio 2007                     |                        |
| Kaiga (Reattore 4) | 202                | PHWR      | 10 maggio 2002     | 19 gennaio 2011                    | 20 gennaio 2011                   |                        |
| Kakrapar (Reattore 1) | 202                | PHWR      | 1º dicembre 1984   | 24 novembre 1992                   | 6 maggio 1993                     |                        |
| Kakrapar (Reattore 2) | 202                | PHWR      | 1º aprile 1985     | 4 marzo 1995                       | 1º settembre 1995                 |                        |
| Kakrapar (Reattore 3) | 630                | PHWR      | 22 novembre 2010   | 10 gennaio 2021                    | inizio 2021                       |                        |
| Kudankulam (Reattore 1) | 932                | VVER1000  | 31 marzo 2002      | 22 ottobre 2013                    | 31 dicembre 2014                  |                        |
| Kudankulam (Reattore 2) | 932                | VVER1000  | 4 luglio 2002      | 29 agosto 2016                     | 31 marzo 2017                     |                        |
| Madras (Reattore 1) | 205                | PHWR      | 1º gennaio 1971    | 23 luglio 1983                     | 27 gennaio 1984                   | 2033                   |
| Madras (Reattore 2) | 205                | PHWR      | 1º ottobre 1972    | 20 settembre 1985                  | 21 marzo 1986                     | 2036                   |
| Narora (Reattore 1) | 202                | PHWR      | 1º dicembre 1976   | 29 settembre 1989                  | 1º gennaio 1991                   |                        |
| Narora (Reattore 2) | 202                | PHWR      | 1º novembre 1977   | 5 gennaio 1992                     | 1º luglio 1992                    |                        |
| Rajasthan (Reattore 1) | 90                 | CANDU     | 1º agosto 1965     | 30 novembre 1972                   | 16 dicembre 1973                  |                        |
| Rajasthan (Reattore 2) | 187                | CANDU     | 1º aprile 1968     | 1º novembre 1980                   | 1º aprile 1980                    |                        |
| Rajasthan (Reattore 3) | 202                | PHWR      | 1º marzo 1990      | 10 febbraio 2000                   | 1º giugno 2000                    |                        |
| Rajasthan (Reattore 4) | 202                | PHWR      | 1º ottobre 1990    | 17 novembre 2000                   | 23 dicembre 2000                  |                        |
| Rajasthan (Reattore 5) | 202                | PHWR      | 18 settembre 2002  | 22 dicembre 2009                   | 4 febbraio 2010                   |                        |
| Rajasthan (Reattore 6) | 202                | PHWR      | 20 gennaio 2003    | 28 marzo 2010                      | 31 dicembre 2010                  |                        |
| Tarapur (Reattore 1) | 150                | BWR       | 1º ottobre 1964    | 1º aprile 1969                     | 28 ottobre 1969                   |                        |
| Tarapur (Reattore 2) | 150                | BWR       | 1º ottobre 1964    | 5 maggio 1969                      | 28 ottobre 1969                   |                        |
| Tarapur (Reattore 3) | 490                | PHWR      | 12 maggio 2000     | 15 giugno 2006                     | 18 agosto 2006                    |                        |
| Tarapur (Reattore 4) | 490                | PHWR      | 3 marzo 2000       | 4 giugno 2005                      | 12 settembre 2005                 |                        |
| Totale: 23 reattori per complessivi 6.885 MW |                    |           |                    |                                    |                                   |                        |
| Reattori in costruzione |                    |           |                    |                                    |                                   |                        |
| Centrale | Potenza netta (MW) | Tipologia | Inizio costruzione | Allacciamento alla rete (previsto) | Produzione commerciale (prevista) | Costo (stimato)        |
| Kakrapar (Reattore 4) | 630                | PHWR      | 22 novembre 2010   | 2022                               | 2022                              |                        |
| Kalpakkam | 470                | FBR       | 23 ottobre 2004    | 2018                               | 2018                              |                        |
| Kudankulam (Reattore 3) | 917                | VVER1000  | 29 giugno 2017     | 2025                               | 2025                              |                        |
| Kudankulam (Reattore 4) | 917                | VVER1000  | 23 ottobre 2017    | 2025                               | 2025                              |                        |
| Kudankulam (Reattore 5) | 917                | VVER1000  | 29 giugno 2021     | 2027                               | 2027                              |                        |
| Rajasthan (Reattore 7) | 630                | PHWR      | 18 luglio 2011     | 2022                               | 2022                              |                        |
| Rajasthan (Reattore 8) | 630                | PHWR      | 30 settembre 2011  | 2022                               | 2022                              |                        |
| Totale: 6 reattori per complessivi 4.194 MW |                    |           |                    |                                    |                                   |                        |
| Reattori pianificati ed in fase di proposta |                    |           |                    |                                    |                                   |                        |
| Totale programmati: 14 reattori per complessivi 11.000 MW Totale proposti: 28 reattori per oltre 32.000 MW complessivi                                              |                    |           |                    |                                    |                                   |                        |
| Reattori dismessi |                    |           |                    |                                    |                                   |                        |
| Nessuno |                    |           |                    |                                    |                                   |                        |
| NOTE: - La normativa in vigore prevede la possibilità di sostituzione e/o aumento del parco reattori al termine del ciclo vitale degli impianti ancora in funzione. |                    |           |                    |                                    |                                   |                        |